# 流行曲線
流行曲線（りゅうこうきょくせん、英: epidemic curve）は、疫学において、病気のアウトブレイクの発現を可視化するために使われる統計表である。
病気の伝播形式の特定にも役に立ち、また病気の大きさ、症例がクラスター化したかどうか、個々の症例に異常値があるかどうか、経時的な特徴、潜伏期間を示すこともできる。アウトブレイクの研究員に対して、点源流行（食品取扱者由来のような）、ありふれた感染源による流行（汚染の進行を伴う）、伝播流行（主に人々の間を伝播する）から来た可能性があるかどうかに関するアイデアを提供する。
一般に、流行曲線は、病気が発現した日に対する新たな症例の頻度を示す。

## 例

### A型肝炎

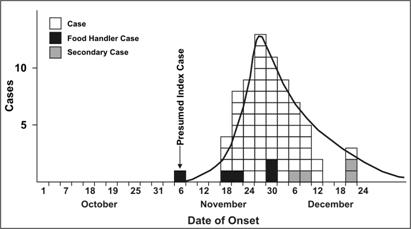
Common source outbreak of Hepatitis A in Nov-Dec 1978

流行曲線では、1978年11月6日のインデックス・ケースとして知られる、最初のものと推定される症例が示されている。4日後には症例が急増し、曲線が先細りして0に近付いている。症例の一部は食品取扱者であり、一部の二次症例だった。ありふれた感染源による流行である可能性があることが分かる。場合によっては、症例が数日前あるいは数週間前に出現する可能性があり、潜伏期間が長い病気は曲線を平らにしてピークを低くするだろう。

### 新型コロナウイルス感染症の世界的流行
新型コロナウイルス感染症の世界的流行における最初の流行曲線では、mixed outbreakの様態が示されていた。研究者によれば、潜在的な動物由来の感染として、2019年12月の武漢の海鮮物市場におけるありふれた感染源による流行である可能性が高いとされた。研究が発表された日の時点では、動物がウイルスの最初の保有者である可能性があり、最初にどのように人間に伝播したかどうかなど知られていなかった。これに伴って、研究者によりアウトブレイクが伝播流行になる可能性があると判明した。これはウイルスが人間同士で伝播する可能性があることを意味している。ニューヨーク・タイムズはアメリカと世界の両方の曲線シミュレーターを公開した。これにより、訪問者は基礎パラメータを変更して様々な結果を得ることができる。